# علي كيليج
علي كيليج (بالتركية: Ali Kılıç) هو سياسي تركي، ولد في 8 فبراير 1890 في إسطنبول في تركيا، وتوفي في 14 يوليو 1971 في تركيا. حزبياً، نشط في حزب الشعب الجمهوري. وقد انتخب عضو في البرلمان التركي.